# Yach Film 2004
13. Festiwal Polskich Wideoklipów Yach Film 2004 – festiwal odbyła się w dniach 7-9 października 2004. Gala wręczenia nagród odbyła się w Centrum św. Jana w Gdańsku. Retransmisja gali odbyła się na antenie stacji telewizyjnej TVP1 i TV Polonia.

## Grand Prix
Opracowano na podstawie materiału źródłowego.
- Reni Jusis – „Ostatni raz”, realizacja Anna Maliszewska
  - Smolik – „L mine”, realizacja Marta Pruska
  - Hey – „Mru mru”, realizacja Bo Martin
  - Chylińska – „Niczyja”, realizacja Joanna Rechnio
  - Anita Lipnicka & John Porter – „Bones of love”, realizacja Bolesław Pawica i Jarosław Szoda
  - Sistars – „Sutra”, realizacja Anna Maliszewska

## Reżyseria
Opracowano na podstawie materiału źródłowego.
- Reni Jusis – „It's not enough”, reżyseria Anna Maliszewska
  - Smolik – „L.mine”, reżyseria Marta Pruska
  - Hey – „Mru mru”, reżyseria Bo Martin
  - Sistars – „Sutra”, reżyseria Anna Maliszewska
  - Numer Raz – „Zazdrość”, reżyseria Karol Zakrzewski
  - Voo Voo – „Czas pomyka”, reżyseria Mariusz Malec

## Scenariusz
Opracowano na podstawie materiału źródłowego.
- Pudelsi – „Dawna dziewczyno”, scenariusz Paweł Bogocz (realiz. Paweł Bogocz)
  - Reni Jusis – „Ostatni raz”, scenariusz Anna Maliszewska (realiz. Anna Maliszewska)
  - T.Love – „Polish Boyfriend”, scenariusz Anna Maliszewska (realiz. Anna Maliszewska)
  - Big Cyc – „Złoty warkocz”, scenariusz Krzysztof Skiba (realiz. Filip Kovcin)
  - Stasio – „RP3”, scenariusz Stanisław Majda (realiz. Stanisław Majda)
  - Numer Raz – „Chwila”, scenariusz Joanna Rechnio (realiz. Joanna Rechnio)

## Montaż
Opracowano na podstawie materiału źródłowego.
- Reni Jusis – „Ostatni raz”, montaż Łukasz Szwarc-Bronikowski (realiz. Anna Maliszewska)
  - Magda Femme – „Daleko stąd”, montaż Jarosław Barzan (realiz. Iza Poniatowska)
  - Natalia Kukulska – „Decymy”, montaż Jarosław Barzan (realiz. Anna Maliszewska, Iza Poniatowska)
  - Kayah – „Do D.N.A”, montaż Marek Lamprecht (realiz. Jarosław Szoda i Bolesław Pawica)
  - Sweet Noise feat. Edyta Górniak – „Nie było”, montaż Jarosław Barzan, i Piotr Mohammed (realiz. Piotr Mohammed i Michał Gazda)
  - Anita Lipnicka & John Porter – „Bones of Love”, montaż Marek Lamprecht (realiz. Bolesław Pawica i Jarosław Szoda)

## Zdjęcia
Opracowano na podstawie materiału źródłowego.
- WWO – „Sen”, zdjęcia Jakub Łubniewski, Wojciech Zieliński (realiz. Jakub Łubniewski, Wojciech Zieliński)
  - Kayah – „Do D.N.A.”, zdj.Jarosław Szoda (realiz. Jarosław Szoda i Bolesław Pawica)
  - Reni Jusis – „It's not enough”, zdj. Rafał Wieczorek (realiz. Anna Maliszewska)
  - Voo Voo – feat. Anna Maria Jopek „Moja broń”, zdj.Tomasz Augustynek (realiz. Michał Marczak)
  - Hey – „Mru mru”, zdj. Bo Martin (realiz. Bo Martin)
  - Sistars – „Freedom”, zdj. Witold Płóciennik (realiz. Joanna Rechnio)

## Plastyczna aranżacja przestrzeni
Opracowano na podstawie materiału źródłowego.
- Jacek Lachowicz – „Bad Potato”, aranżacja Marta Pruska (realiz. Marta Pruska)
  - Kangaroz – „Dla takich chwil”, aranżacja Adam Smoczyński (realiz. Adam Smoczyński)
  - Reni Jusis – „Ostatni raz”, aranżacja Anna Maliszewska (realiz. Anna Maliszewska)
  - Maanam – „Kraków”, aranżacja Mariusz Grzegorzek/Grzegorz Małecki (realiz. Mariusz Grzegorzek)
  - Marta Krasińska – „In my head”, aranżacja Jacek Kościuszko (realiz. Jacek Kościuszko)
  - Mor W.A. – „Dla słuchaczy”, aranżacja Leszek Olbiński (realiz. Dariusz Szermanowicz)

## Animacja
Opracowano na podstawie materiału źródłowego.
- Dezerter – „Zabójca czasu”, animacja Rymwid Błaszczak i Leszek Molski (realiz. Leszek Molski)
  - Smolik – feat. Mika „OM”, animacja Krzysztof Ostrowski (realiz. Krzysztof Ostrowski)
  - Armia – „Ukryta miłość”, animacja Szymon Felkel i Maciej Felkel (realiz. Szymon Felkel)
  - CKOD – „Uciekaj”, animacja Krzysztof Ostrowski (realiz. Krzysztof Ostrowski, Piotr Szczepański)
  - Numer Raz – „Zazdrość”, animacja Karol Zakrzewski (realiz. Karol Zakrzewski)
  - Agressiva 69 – „Devil man”, animacja Marek Skrobecki (realiz. Marek Skrobecki)

## Kreacja aktorska
Opracowano na podstawie materiału źródłowego.
- Hey – „Mru Mru”, kreacja aktorska Katarzyna Nosowska (realiz.Bo Martin)
  - Chylińska – „Niczyja”, kreacja aktorska Agnieszka Chylińska (realiz. Joanna Rechnio)
  - Reni Jusis – „Ostatni raz”, kreacja aktorska Reni Jusis (realiz. Anna Maliszewska)
  - T.Love – „Polish Boyfriend”, kreacja aktorska T.Love (realiz. Anna Maliszewska)
  - TeDe – „Klaszcz”, kreacja aktorska TeDe (realiz. Jakub Łubniewski, Wojciech Zieliński)
  - Sistars – „Sutra”, kreacja aktorska Sistars (realiz. Anna Maliszewska)

## Inna Energia
Opracowano na podstawie materiału źródłowego.
- Pink Freud – „Come as you are”, realiz. Maciej Szupica i Grzegorz Nowiński
  - Jarek Wajk – Grupa Integracyjna Bogu „Bogu”, realiz. Grzegorz Sadurski
  - Dzioło – „Zamyślone głowy”, realiz. Romuald Kłakus
  - Budyń – „Dżez”, realiz. Jacek Szymkiewicz
  - Sidney Polak – „www.tekila.pl”, realiz. Tomasz Nalewajek
  - Masala & Pan Duże Pe & Mista Mita – „Od Tarnobrzegu po Bangladesz”, realiz. Sambor Wilk

## Cytryna (najbardziej obciachowy klip)
Opracowano na podstawie materiału źródłowego.
- Katarzyna Skrzynecka – „Zacząć jeszcze raz”, realiz. Leszek Kumanek
  - Mandaryna – „Here I go again”, realiz. Mariusz Palej, Kacper Sawicki
  - Virgin – „Dżaga”, realiz. Michał Bryś
  - K.A.S.A. – „Smak 80. lat”, realiz. Derrick Ogrodny
  - Tomek Hodyński – „Trabant”, realiz. Izabela i Jarosław Degórscy
  - Members of Pozytywne Wibracje feat. Ewa Bem – „Jesteś mój” (mix), realiz. Karolina Adamczyk, Bartel Roszelski

## Yach Publiczności
Opracowano na podstawie materiału źródłowego.
- Sistars – „Sutra”, reż. Anna Maliszewska

## Drewniany Yach
Opracowano na podstawie materiału źródłowego.
- Urszula Dudziak – za całokształt twórczości i za to, że inspiruje młodych twórców